# Nie Yali
Nie Yali (jedn. kineski  聂亚丽) (Nie je prezime) (Daan, 4. lipnja 1973.) je kineska hokejašica na travi. Igra na položaju vratarke.
Sudjelovala je na OI 2000. u Sydneyu, na kojem je branila na svim utakmicama, osvojivši peto mjesto, i na OI 2004. u Ateni, na kojima je također branila na svim susretima, osvojivši četvrto mjesto, izgubivši susret za brončano odličje od Argentinki.

## Vanjske poveznice
- Profil